# Мигашко Максим Михайлович
Максим Михайлович Мигашко (нар. 6 липня 1982, Київ, УРСР) — український футболіст, захисник.

## Життєпис
Вихованець київської ДЮСШ «Зміна», перший тренер — Анатолій Алексєєнко. Професіональну кар'єру гравця розпочав у кіровоградській «Зірці», яка виступала в першому дивізіоні чемпіонату України. Виступаючи за кіровоградців протягом чотирьох сезонів, у 2003 році в складі команди став переможцем першої ліги і завоював право виступати на найвищому рівні українського футболу. Дебютував в елітному дивізіоні 17 серпня 2003 року, на 79-й хвилині виїзного матчу проти львівських «Карпат» змінивши Олексія Дерипапу. Протягом сезону у вищій лізі з'являвся на полі майже в половині матчів, в яких не відіграв провідних ролей. По ходу чемпіонату у команди почалися фінансові неприємності, і в підсумку «Зірка» посіла останнє, 16-те місце, в турнірній таблиці, а наступного року не змогла заявитися в першу лігу. У зв'язку з цим Мигашко був змушений шукати новий клуб.
У 2004 році перейшов в луганську «Зорю», яку очолив колишній тренер «Зірки» Юрій Коваль. Протягом сезону 2004-2005 років залишився одним з основних гравців команди й допоміг клубу завоювати бронзові нагороди Першої ліги. Проте, наступний чемпіонат розпочав у складі київської «Оболоні», кольори якої захищав протягом півтора років. У 2007 році провів півсезону в хмельницькому «Поділлі», після чого повернувся в «Оболонь», де був гравцем глибокого запасу, більше часу проводячи в «Оболоні-2» у другій лізі. У 2009 році підписав контракт з «Олександрією» на чолі з Юрієм Ковалем, де завершив професіональну кар'єру, відігравши 5 матчів за команду в першому дивізіоні. Після закінчення виступів, грав за аматорські клуби з Києва та Київської області.

## Досягнення
- Перша ліга України
  -  Чемпіон (1): 2002/03
  -  Бронзовий призер (3): 2004/05, 2005/06, 2007/08